# بریز (برند)

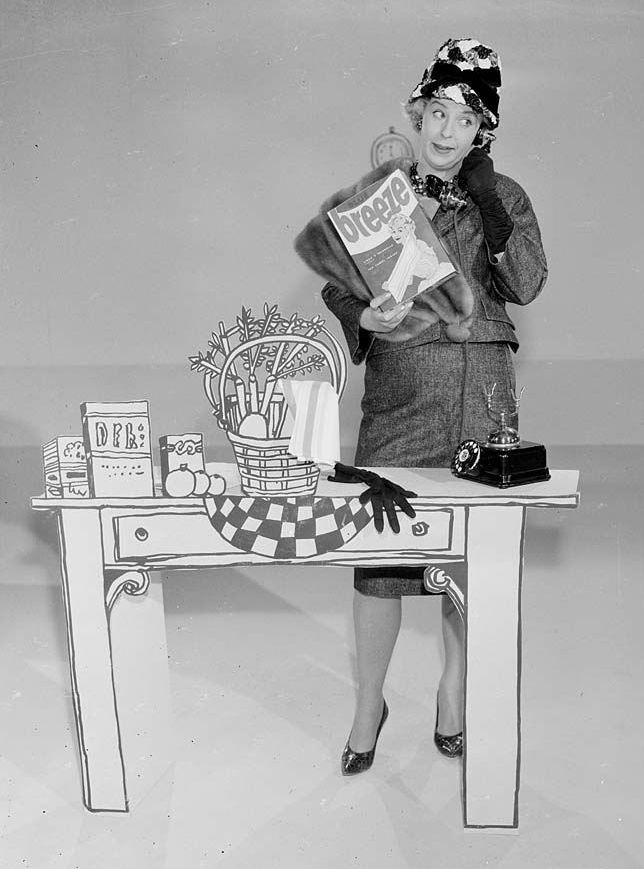
فیلمبرداری تبلیغات بریز در سال 1960

بریز (انگلیسی: Breeze) نام تجاری مواد شوینده لباسشویی تولید شده توسط یونیلیور است که در حال حاضر به عنوان همتای شوینده اومو برای بازارهای فیلیپین ، سنگاپور ، مالزی و تایلند به فروش می رسد.